# Turtmann-Unterems
Turtmann-Unterems (Tourtemagne-Emèse le Bas en français) est une commune suisse du canton du Valais, située dans le district de Loèche.

## Histoire
Elle a été créée le 1er janvier 2013 par la fusion des anciennes communes de Tourtemagne et d'Unterems (Emèse le Bas).

## Héraldique
La commune de Turtmann-Unterems n'a pas d'armoiries.